# Argentina nos Jogos Pan-Americanos de 2007
A Argentina competiu nos Jogos Pan-Americanos de 2007 no Rio de Janeiro, no Brasil. A delegação contou com 441 esportistas e 175 pessoas de apoio (técnicos, médicos, dirigentes). Contando com representantes em todas as modalidades, exceto no beisebol e nos saltos ornamentais, o Comitê Nacional tinha grandes expectativas de medalhas com a equipe de hóquei sobre grama. Las Leonas, como são apelidadas, lideradas pela jogadora Luciana Aymar, confirmaram o favoritismo e conquistaram o título pan-americano e vaga olímpica para Pequim 2008.
Como consequência dos casos de doping oficilizados pela ODEPA em dezembro de 2007, a Argentina herdou uma medalha de prata com Matías Medici no ciclismo e um bronze com Damián Abbiate no levantamento de peso. Porém a nação perdeu uma posição no quadro geral de medalhas, prejudicada pelo remanejamento de medalhas favoráveis a Venezuela.

## Medalhas

### Ouro
Caratê - Até 60 kg masculino
- Francisco Nievas

Ciclismo - BMX feminino
- Maria Gabriela Diaz

Ciclismo - Madison masculino
- Walter Pérez e Juan Curuchet

Hóquei sobre grama - Feminino
- Equipe

Judô - Até 60 kg masculino
- Miguel Albarracín

Patinação artística - Patinação livre feminino
- Leila Vanzulli

Remo - Skiff simples masculino
- Santiago Fernández

Remo - Quatro sem masculino
- Joaquín Iwan, Diego Martín López, Maximiliano Martínez e Horacio Sicilia

Tênis - Duplas masculino
- Eduardo Schwank e Horacio Zeballos

Tênis - Duplas feminino
- Jorgelina Cravero e Betina Jozami

Tiro Esportivo - Fossa olímpica masculino
- Juan Carlos Dasque

### Prata
Boxe - K-2 1000 metros masculino
- Pablo de Torres e Juan Pablo Bergero

Boxe - K-1 500 metros feminino
- Fernanda Lauro

Futsal
- Equipe

Handebol - Masculino
- Equipe

Hóquei sobre grama - Masculino
- Equipe

Levantamento de peso - Até 105 kg masculino
- Pedro Stetsiuk

Natação - 100 metros livre masculino
- José Meolans

Patinação artística - Patinação livre masculino
- Daniel Arriola

Remo - Skiff duplo masculino
- Rodrigo Murillo e Ariel Suárez

Remo - Skiff quádruplo masculino
- Víctor Sebastián Claus, Ariel Suárez, Santiago Fernández, Cristian Alberto Rosso

Remo - Skiff simples feminino
- María Gabriela Best

Tênis de mesa - Individual masculino
- Liu Song

Tênis de mesa - Equipes masculino
- Gastón Alto, Liu Song e Pablo Tabachnik

Vela - RS:X masculino
- Mariano Reutemann

Vela - Classe J24
- Alejo Rigoni, Sebastián Peri Brusa, Joaquín Duarte Argerich e Gustavo González

Ciclismo - Estrada contra o relógio masculino
- Matias Médici (herdado após o doping de Libardo Niño Corredor, da Colômbia)

### Bronze
Atletismo - Salto com vara masculino
- Germán Chiaraviglio

Atletismo - Lançamento de martelo masculino
- Juan Ignacio Cerra

Atletismo - Lançamento de martelo feminino
- Jennifer Dahlgren

Boliche - Individual masculino
- Lucas Legnani

Boxe - Até 60 kg
- Luis Rueda

Boxe - Até 69 kg
- Diego Chaves

Boxe - K-2 500 metros masculino
- Pablo de Torres e Juan Pablo Bergero

Caratê - Até 65 kg masculino
- Lucio Martínez

Ciclismo - Mountain Bike masculino
- Darío Gasco

Ciclismo - Perseguição individual masculino
- Fernando Antogna

Ciclismo - Keirin masculino
- Leandro Botasso

Esgrima - Sabre por equipes masculino
- Alexander Achten, Ricardo Bustamante, José Félix Domínguez e Diego Drajer

Esqui aquático - Wakeboard masculino
- Edgardo Martín

Handebol - Feminino
- Equipe

Judô - Até 48 kg feminino
- Paula Pareto

Judô - Até 63 kg feminino
- Daniela Krukower

Judô - Até 78 kg feminino
- Lorena Briceño

Levantamento de peso - Até 58 kg feminino
- María Cecilia Floriddia

Natação - 400 metros medley feminino
- Georgina Bardach

Patinação de velocidade - Velocidade masculino
- Damián Fernández

Patinação de velocidade - Velocidade feminino
- Melisa Bonnet

Patinação de velocidade - Fundo feminino
- Silvina Posada

Remo - Oito com masculino
- Alan San Martín, Marcelo Walter Bronca, Maximiliano Martínez, Joaquín Iwan, Horacio Sicilia, Diego Martín López, Damián Ordas, Mariano Palermo e Joel Infante

Remo - Skiff quádruplo feminino
- María Laura Ábalo, María Gabriela Best, Lucía Palermo e Carolina Schiffmacher

Taekwondo - Até 57 kg feminino
- Rocío Boudi

Taekwondo - Acima de 80 kg masculino
- Martín Sío

Tênis - Simples feminino
- Betina Jozami

Tiro - Carabina três posições 50m masculino
- Juan Angeloni

Tiro - Skeet feminino
- Melisa Gil

Vela - RS:X feminino
- Florencia Gutiérrez

Vela - Classe Laser
- Julio Alsogaray

Ciclismo - Estrada contra o relógio masculino
- Damián Abbiate (herdado após o doping de Fabrício Mafra, do Brasil)

## Desempenho

### Atletismo
100 metros masculino
- José Garaventa - Série 2: 11s09  → eliminado

200 metros masculino
- Iván Altamirano - Série 1: não completou  → eliminado

800 metros masculino
- Gustavo Aguirre - Semifinal 1: 1m47s60, Final: 1m47s23  → 7º lugar

1500 metros masculino
- Javier Carriqueo - Final: 3m38s62  → 4º lugar

1500 metros feminino
- Valeria Rodríguez - Final: 4m21s67  → 8º lugar

5000 metros masculino
- Javier Carriqueo - Final: 13m52s36  → 5º lugar

4x100 metros masculino
- Equipe (José Garaventa, Mariano Jimenez, Miguel Wilken, Iván Altamirano) - Semifinal 2: 40s38  → eliminados

100 metros com barreiras feminino
- Soledad Donzino - Semifinal 1: 13s76 → eliminada

3000 metros com obstáculos masculino
- Santiago Figueroa - Final: 8m46s06  → 7º lugar

3000 metros com obstáculos feminino
- Rosa Godoy → não competiu

Maratona feminino
- Claudia Camargo → não completou

20 km de marcha atlética masculino
- Juan Manuel Cano - Final: 1h34m45  → 9º lugar

Salto em altura feminino
- Solange Witteveen - Final: 1,81 m  → 8º lugar

Salto com vara masculino
- Germán Chiaraviglio - Final: 5,20 m  →  Bronze
- Javier Benítez → sem marca

Salto com vara feminino
- Alejandra García - Final: 4,20 m  → 4º lugar

Lançamento de peso masculino
- Germán Lauro - Final: 19,49 m  → 5º lugar

Lançamento de peso feminino
- Rocío Comba - Final: 14,83 m  → 14º lugar

Lançamento de disco masculino
- Germán Lauro - Final: 56,08 m  → 4º lugar

Lançamento de disco feminino
- Rocío Comba - Final: 48,78 m  → 9º lugar

Lançamento de dardo masculino
- Pablo Pietrobelli - Final: 70,62 m  → 6º lugar

Lançamento de martelo masculino
- Juan Ignacio Cerra - Final: 72,12 m  →  Bronze

Lançamento de martelo feminino
- Jennifer Dahlgren - Final: 68,37 m  →  Bronze

Decatlo masculino
- Gerardo Canale - 6661 pontos  → 10º lugar

Heptatlo feminino
- Daniela Crespo - 4951 pontos  → 8º lugar

### Basquetebol
Feminino
- Fase de grupos
  - Derrota para CUB Cuba, 79-81
  - Derrota para os USA Estados Unidos, 54-85
  - Derrota para a COL Colômbia, 66-68
- Classificação 5º-8º lugar
  - Vitória sobre a JAM Jamaica, 73-61
- Disputa pelo 5º lugar
  - Derrota para a COL Colômbia, 58-59 → 6º lugar

Masculino
- Fase de grupos
  - Vitória sobre o PAN Panamá, 76-71
  - Vitória sobre o URU Uruguai, 71-69
  - Derrota para os USA Estados Unidos, 71-74
- Semifinal
  - Derrota para PUR Porto Rico, 80-89
- Disputa pelo 3º lugar
  - Derrota para o URU Uruguai, 93-99 → 4º lugar

### Futebol
Feminino
- Fase de grupos
  - Vitória sobre o PAN Panamá, 2-0
  - Vitória sobre o MEX México, 1-0
  - Derrota para os USA Estados Unidos, 0-3
  - Vitória sobre o PAR Paraguai, 5-2 → não se classificou às semifinais
- Equipe
  - Romina Ferro
  - Eva González
  - Valeria Cotelo
  - Gabriela Chávez
  - Carmen Brusca
  - Celeste Barbitta
  - Ludmila Manicler
  - Clarisa Huber
  - Natalia Gatti
  - Mariela Coronel
  - Rosana Gómez
  - Vanina Correa
  - Florencia Quiñones
  - Catalina Pérez
  - Florencia Mandrile
  - Andrea Ojeda
  - Fabiana Vallejos
  - María Belén Potassa

Técnico:  José Carlos Borello
Masculino
- Fase de grupos
  - Empate com o HAI Haiti, 1-1
  - Derrota para a JAM Jamaica, 0-2
  - Empate com a COL Colômbia, 0-0 → não se classificou às semifinais
- Equipe
  - Rodrigo Meza
  - Mariano Bittolo
  - Gastón Sauro
  - Ezequiel Muñoz
  - Leandro Basterrechea
  - Guido Pizarro
  - Álvaro Klusener
  - Franco Zuculini
  - Nahuel Fernándes
  - Nicolás Mazzola
  - Pablo Sergio Rolón
  - Rodrigo Erramuspe
  - Gastón Villarreal
  - José Luis Cornalo
  - Maximiliano Raffaele
  - Fabio Giménez
  - Fabricio Fontanini
  - Carlos Benítez

Técnico:  Miguel Tojo

### Futsal
Masculino
- Fase de grupos
  - Vitória sobre os USA Estados Unidos, 5-2
  - Empate com a CRC Costa Rica, 1-1
  - Vitória sobre o ECU Equador, 5-0
- Semifinal

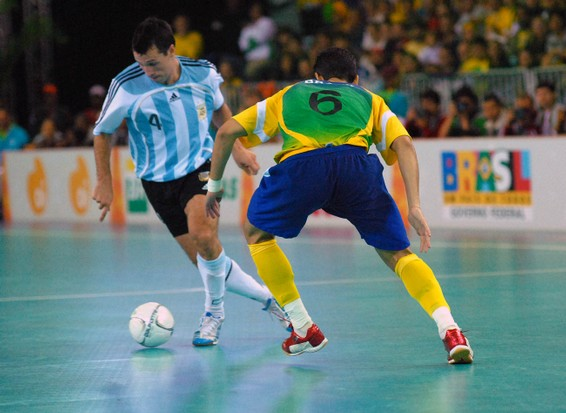
Partida final do futsal entre Brasil e Argentina.

  - Vitória sobre o PAR Paraguai, 4-3 nos pênaltis (1-1 no tempo normal)
- Final
  - Derrota para o BRA Brasil, 1-4 →  Prata

### Handebol
Feminino
- Fase de grupos
  - Vitória sobre o PUR Porto Rico, 39-14
  - Vitória sobre o PAR Paraguai, 29-23
  - Vitória sobre a DOM República Dominicana, 26-15
- Semifinal
  - Derrota para CUB Cuba, 25-37
- Terceiro lugar
  - Vitória sobre a DOM República Dominicana, 23-22 →  Bronze
- Equipe
  - Silvina Schlesinger
  - Valentina Kogan
  - María del Carmen Alejandre
  - Cinthya Basile
  - Georgina Costantino
  - Bibiana Ferrea
  - Antonela Mena
  - Magdalena Decilio
  - Lucía Haro
  - María Emilia Acosta
  - Sonia Meyer
  - Silvana Totolo
  - Lucía Fernández
  - Mariana Sanguinetti
  - Solange Tagliavini

Técnico: Daniel Zeballos
Masculino
- Fase de grupos
  - Vitória sobre o MEX México, 40-16
  - Vitória sobre o URU Uruguai, 35-16
  - Vitória sobre a DOM República Dominicana, 33-25
- Semifinal
  - Vitória sobre CUB Cuba, 30-29
- Final
  - Derrota para o BRA Brasil, 22-30 →  Prata
- Equipe
  - Matías Schulz
  - Sergio Crevatín
  - Federico Pizarro
  - Matías Martín Lima
  - Mariano Castro
  - Maximiliano Ferro
  - Alejo Carrara
  - Leonardo Querín
  - Bruno Civelli
  - Facundo Torres
  - Fernando García
  - Emiliano la Rosa
  - Gonzalo Carou
  - German Pardales
  - Damián Migueles

Técnico: Mauricio Torres

### Hóquei sobre Grama
Feminino
- Fase de grupos
  - Vitória sobre o BRA Brasil, 21-0
  - Vitória sobre o URU Uruguai, 6-0
  - Vitória sobre o CHI Chile, 2-1
- Semifinal
  - Vitória sobre as AHO Antilhas Neerlandesas, 3-0
- Semifinal
  - Vitória sobre os USA Estados Unidos, 4-2 →  Ouro
- Equipe
  - Belén Succi
  - Magdalena Aicega
  - Rosario Luchetti
  - Alejandra Gulla
  - Luciana Aymar
  - Agustina Bouza
  - Carla Rebecchi
  - Mariana González Oliva
  - Mercedes Margalot
  - Daniela Maloberti
  - Paola Vukojicic
  - Mariné Russo
  - Gabriela Aguirre
  - Claudia Burkart
  - Giselle Kañevski
  - Noel Barrionuevo

Técnico: Gabriel Minadeo
Masculino
- Fase de grupos
  - Vitória sobre o BRA Brasil, 19-0
  - Vitória sobre CUB Cuba, 4-0
  - Vitória sobre TRI Trinidad e Tobago, 7-1
- Semifinal
  - Vitória sobre o CHI Chile, 5-2
- Final
  - Derrota para o CAN Canadá, 4-5 nos pênaltis (2-2 no tempo normal) →  Prata
- Equipe
  - Juan Manuel Vivaldi
  - Juan Ignacio Gilardi
  - Pedro Ibarra
  - Mariano Rodolfo Chao
  - Nicolás Almada
  - Lucas Martín Rey
  - Rodrigo Nicolás Vila
  - Lucas Vila
  - Jorge Maximiliano Lombi
  - Fernando Óscar Zilberberg
  - Matías Enrique Paredes
  - Tomás Argento
  - Matías Rey
  - Lucas Argento
  - Lucas Rafael Rossi
  - Ricardo Oscar Bergner

Técnico: Sergio Vigil

### Natação
Maratona aquática 10 km feminina
- Marianela Mendoza: 2h35m29.8 → 12º lugar
- Pillar Geijo → não completou

Maratona aquática 10 km masculino
- Damián Blaum: 2h08m03.1 → 10º lugar
- Raúl Macedo: 2h20m06.5 → 14º lugar

100 m livre masculino
- José Meolans:

200 m medley feminino
- Georgina Bardach: 5º lugar, 2:23.05

400 m medley feminino
- Georgina Bardach:

### Pólo aquático
Masculino
- Fase de grupos
  - Derrota para a COL Colômbia, 7-8
  - Derrota para CUB Cuba, 6-14
  - Derrota para o CAN Canadá, 8-19
- Classificação 5º-8º lugar
  - Vitória sobre o MEX México, 9-8
- Disputa pelo 5º lugar
  - Derrota para a COL Colômbia, 7-10 → 6º lugar

### Softbol
Feminino
- Fase de grupos
  - Derrota para o CAN Canadá, 2-5
  - Vitória sobre PUR Porto Rico, 3-1
  - Derrota para a VEN Venezuela, 0-7
- Disputa pelo 5º lugar
  - Derrota para a COL Colômbia, 0-1 → 6º lugar

### Voleibol
Masculino
- Fase de grupos
  - Derrota para PUR Porto Rico, 1-3 (25-22, 24-26, 21-25, 22-25)
  - Derrota para os USA Estados Unidos, 0-3 (17-25, 22-25, 21-25)
  - Derrota para a VEN Venezuela, 0-3 (17-25, 21-25, 21-25)

- Classificação 5º-8º lugar
  - Vitória sobre o CAN Canadá, 3-2 (16-25, 25-23, 30-28, 19-25, 25-23)

- Disputa pelo 5º lugar
  - Derrota para PUR Porto Rico, 0-3 (22-25, 22-25, 28-30) → 6º lugar